# Firebird (banda)
Firebird es un grupo de blues rock inglés fundado en 1999 por Bill Steer. Con un estilo similar al de bandas como Cream o Canned Heat, este proyecto significó un gran cambio musical para Steer que había militado en bandas como el combo de death metal Carcass o los pioneros del grindcore Napalm Death.

## Biografía
Múltiples miembros han pasado por Firebird a lo largo de sus años, siendo el fundador, guitarrista y vocalista Bill Steer el único fijo en todas las formaciones. La primera encarnación de Firebird contaba con el bajista Leo Smee (Cathedral) y con el batería Ludwid Witt (Spiritual Beggars). Esta formación grabó los dos primeros discos "Firebird" y "Deluxe", pero tras la gira europea de 2001 tanto el batería como el bajista decidieron dejar el grupo por compromisos con sus bandas madre. Tras esto Steer se haría con los servicios del batería de Quill George Atlagic y el bajista de Blind Dog Tobias Nilsson, que sería substituido por el bajista de Spiritual Beggars Roger Nilsson unos meses después para grabar el disco "No 3". La formación volvería a cambiar para la grabación de "Hot Wings", entrando Al Steer como bajista y volviendo Ludwig Witt a la batería. En 2007 volverían a cambiar de bajista entrando Smok Smoczkiewicz.

## Discografía
- Firebird  (2000)
- Deluxe    (2001)
- No. 3     (2003)
- Hot Wings (2006)
- Grand Union (2009)
- Double Diamond (2010)

## Miembros
- Bill Steer - guitarra, voz, armónica (1999 - presente)
- Greyum May - bajo (2009 - presente)
- Ludwig Witt - batería (1999-2001 & 2005-presente)
- Leo Smee - bajo (1999-2001)
- Tom Broman - batería (2001)
- Tobias Nilsson - bajo (2001)
- Roger Nilsson - bajo(2002)
- George Atlagic - batería(2002)
- Alan French - batería (2002-2004)
- Al Steer - bajo (2003 - 2006)
- Harry Armstrong - bajo (2006 - 2007)
- Smok Smoczkiewicz - bajo (2007 - 2009)